# Le Roman comique de Charlot et Lolotte
Pour plus de détails, voir Fiche technique et Distribution.
Le Roman comique de Charlot et Lolotte (Tillie's Punctured Romance) est un film burlesque américain de Mack Sennett sorti le 14 novembre 1914.

## Synopsis
Chaplin, mauvais garçon de la ville, coureur de jupons et de dot, est venu se mettre au vert à la campagne. Il y rencontre une gaillarde jeune fille aux manières plutôt rudes, Tillie. Ayant découvert que son père avait de l’argent, il la séduit et la persuade de s’enfuir avec lui non sans avoir dérobé les économies paternelles. Retournés en ville, ils rencontrent une ancienne petite amie. Tous les deux arrivent à dépouiller la niaise campagnarde qui termine au poste de police pour grivèlerie. Mais l’oncle de Tillie, millionnaire et honorablement connu, va intercéder en sa faveur et la faire libérer.
Nos deux complices, argent en poche, vont au cinéma. Le film projeté narre l’histoire d’un couple dont l’homme, séducteur, abuse d’une femme crédule. Un épisode assez similaire à leur dernière mauvaise action, seulement, à la fin du film, le couple se fait arrêter. Désormais ils vont voir en chaque agent de police, le regard suspicieux de la justice.
L’oncle, de son côté, part à la montagne s’adonner à son sport favori, l’escalade. La nièce se retrouve à la rue, sans ressource et n’ose pas rentrer chez elle. Tillie décide de travailler dans un restaurant. Son côté gauche conduit à bien des catastrophes, mais elle est embauchée comme serveuse. Comme il se doit, les deux voleurs se retrouvent “par hasard” à ce même restaurant et c’est l’occasion d’une bagarre.
L’oncle, pendant ce temps, a disparu en montagne et sa nièce devient la seule héritière. Mais ayant quitté sa famille, on doit faire passer un article dans le journal pour la rechercher. Apprenant ainsi que Tillie est millionnaire, Chaplin retourne aussitôt au restaurant se rabibocher avec la fringante jeune fille ignorant sa bonne fortune. Il traîne illico devant un pasteur pour l’épouser sur le champ. Un peu sceptique sur les sentiments de son nouveau mari lorsqu’elle apprend qu’elle a hérité, elle se laisse toutefois convaincre et voilà désormais notre barbeau en train de vivre la grande vie dans le château de l’oncle où Mabel, ne voulant pas se faire doubler par son complice, se fait engager comme domestique.
Dans sa montagne, l’oncle refait surface. Au château, où se déroule un grand bal, Tillie surprend les deux perfides en train de s’embrasser et s’ensuit une course poursuite effrénée à coups de revolver. C’est le moment que choisit l’oncle pour rentrer et chasser tout le monde de chez lui. Prévenant la police, il met aussitôt en action les « Keystone Cops » qui entrent dans la danse ! Le film se termine sur Tillie et Mabel devenant finalement amies et Chaplin se retrouvant seul.

## Fiche technique
- Titre original : Tillie's Punctured Romance
- Titres français : Le Roman comique de Charlot et Lolotte ou La Folle Aventure de Charlot et de Lolotte[1]
- Réalisation : Mack Sennett
- Scénario : Hampton Del Ruth, d’après la comédie musicale de Edgar Smith (en) : Tillie’s Nightmare.
- Photographie : Frank D. Williams (non crédité)
- Production : Mack Sennett
- Société de production : Keystone
- Société de distribution :
- Pays d’origine :  États-Unis
- Langue : titres en anglais
- Format : Noir et blanc - 35 mm - 1,33:1  -  Muet
- Genre : comédie burlesque
- Longueur : Six bobines (1800 mètres)
- Durée : 75 minutes
- Dates de sortie :  
  -  États-Unis : 14 novembre 1914 (avant-première) / 21 décembre 1914  (sortie nationale)
  -  France : 24 novembre 1916[2]

## Distribution
Source principale de la distribution :
- Marie Dressler : Tillie Banks/Lolotte
- Charlie Chaplin : le gars de la ville
- Mabel Normand : la petite amie complice
- Mack Swain : John Banks, le père de Tillie
- Charles Bennett : Donald Banks, l’oncle millionnaire
- Chester Conklin : Mr. Whoozis et serveur au restaurant

Reste de la distribution non créditée : 
- Dan Albert : un invité à la fête/un policier
- Phyllis Allen : la matrone en prison/une cliente au restaurant/une invitée
- Billie Bennett : une femme de ménage/une invitée à la fête
- Milton Berle : un enfant (non confirmé)
- Joe Bordeaux : un policier
- Helen Carruthers : une serveuse/une femme de ménage
- Glen Cavender : un pianiste/un policier/un client/un sauveur de l'oncle/un invité
- Charley Chase : le détective au cinéma
- Dixie Chene : un invité
- Nick Cogley : Le sergent de police au commissariat
- Alice Davenport : une invitée
- Hampton Del Ruth : le secrétaire chargé de retrouver Tillie
- Minta Durfee : la complice dans le film projeté
- Ted Edwards : un serveur/un policier
- Edwin Frazee : un spectateur au cinéma/un invité/un policier
- Billy Gilbert : un policier
- Gordon Griffith : le gamin vendeur de journaux
- William Hauber : un serviteur/un policier
- Fred Hibbard (Fred Fischbach) : un serviteur
- Alice Howell : une invitée
- Edgar Kennedy : le patron du restaurant
- Grover Ligon : un policier
- Wallace MacDonald : un policeman
- Hank Mann : un policeman
- Gene Marsh : une serveuse/une femme de ménage
- Harry McCoy : chanteur et pianiste/client/prisonnier/pianiste du cinéma/serviteur/l'invité imitant Ford Sterling
- Rube Miller : un invité
- Charles Murray : le détective dans le film projeté
- Eva Nelson : la cliente dégoûtée dans le 2e restaurant
- Frank Opperman : le révérend Simpson/un client/un policier/un spectateur au cinéma
- Hugh Saxon : le secrétaire aux cheveux gris à la recherche de Tillie
- Fritz Schade : serveur/policier/prisonnier/client/cuisinier
- Al St. John : un serviteur chez Banks et policeman
- Slim Summerville : un policeman
- Edward Sutherland : un policeman
- Josef Swickard : un spectateur au cinéma
- Morgan Wallace : le bandit dans le film projeté

## Analyse
Le Roman comique de Charlot et de Lolotte est le premier long métrage de Mack Sennett et le seul produit par la Keystone. C’est aussi le premier et dernier de Charlie Chaplin en tant que comédien car c’est la dernière fois qu’il jouera sous la direction de quelqu’un d’autre. Marie Dressler, créatrice de cette opérette à la scène, en est la vedette.
En France, on le considère comme le premier long métrage de comédie car l'on admet la limite de 1600 mètres pour différencier les longs des moyens métrages. Les américains et les britanniques ont pour limite 40 minutes et considèrent The Battle of Gettsygoat comme la première comédie de long métrage. Il n'est pas connu de copie de ce film de cinq bobines sorti en avril 1914 et beaucoup d'américains considèrent aussi Tillie's Punctured Romance dont une copie a été récemment restaurée à l'UCLA Film and Television Archive comme le premier long métrage de comédie.
Le résumé montre combien le scénario de ce film est torturé. Pour la première fois confronté à un long métrage et l’adaptation d’une œuvre, Mack Sennett va tenter de reprendre la trame d’une histoire (les différents tableaux de l’opérette) et y inclure le burlesque dans lequel il excelle. C’est un peu le mariage de la carpe et du lapin et le résultat est plus que mitigé. Il faut attendre la fin du film pour retrouver l’esprit des comédies burlesques avec la colère de Tillie et surtout la course poursuite et l’entrée en lice des Keystone Cops. Le changement de rythme du film est alors là pour démontrer que Sennett se retrouve dans son élément.
Tout au long du film, il s’attache à insérer des gags de manière très inégale, la dimension mélodramatique du livret étant incompatible avec son humour. La naïveté de Tillie ne peut être traduite que par le ridicule de cette dernière. Marie Dressler campe ainsi un personnage grimaçant qui ressemble à un pendant féminin d’un Roscoe 'Fatty' Arbuckle et du coup, caricatural et outré, dérape trop souvent dans la farce. Reposant presque exclusivement sur le côté supposé arriéré des gens des campagnes, la dimension comique de cette Bécassine américaine est bien mince. Entraîné dans la moquerie, le spectateur a du mal à s’identifier à cette pauvre Tillie. En outre, beaucoup de passages sont très moralisateurs (comme la séquence du cinéma ou la chute du film) et en contradiction avec l’esprit Sennett qui ressort cependant à chacun des gags.
Il reste cependant un film sympathique inscrit dans l’histoire du cinéma et si cette première tentative est loin d’être un chef-d’œuvre, il serait dommage de se priver de le visionner. On y voit un Charlie Chaplin à contre-emploi, jouant pour la deuxième fois seulement de sa carrière un rôle antipathique (la première fois était dans le film Mabel au volant). Le choix du titre français a été choisi en fonction du rôle du Tramp qui le rendra par la suite célèbre.

## Remake
Le film a fait l'objet d'un remake en 1928 avec W. C. Fields, Tillie's Punctured Romance.